# 耐久鹅观草
耐久鹅观草（学名：Roegneria dura (Keng) Keng）是一种禾本科植物。这种植物分布于甘肃、四川、西藏、青海和新疆等省区。